# Pistol River
Der Pistol River ist ein 32 Kilometer langer Fluss im US-Bundesstaat Oregon.

## Geographie

### Verlauf
Er fließt von seinem Ursprung am Sugarloaf Mountain im Siskiyou National Forest zunächst südwärts und nimmt von links den Meadow Creek und den East Fork Pistol River auf, bevor er sich nach Südwesten wendet und von rechts der North Fork Pistol River einmündet. Etwa 18 Kilometer oberhalb der Mündung am Pistol River State Scenic Viewpoint, in den Pazifik fließt von links der Sunrise Creek zu, dann schlägt der Pistol River eine westliche Richtung ein. Von links strömen South Fork Pistol River und anschließend, etwa acht Kilometer oberhalb der Mündung, kurz nacheinander jeweils von rechts Deep Creek und Glade Creek zu. Der Crook Creek vereinigt sich als rechter Nebenfluss in der Ortschaft Pistol River mit dem Fluss, wo das Gewässer unter dem Pistol River Loop Highway und dem U.S. Highway 101 hindurchfließt, bevor er sich in den Pazifischen Ozean entleert.

### Einzugsgebiet
Das Einzugsgebiet des Pistol Rivers umfasst rund 272 km² und liegt vollständig im Curry County Oregons. Im Jahr 2001 waren 57 % des Einzugsgebietes öffentliches Land unter Aufsicht von United States Forest Service (52 %) und Bureau of Land Management (5 %), der Rest befand sich in privatem Besitz. Die Forstwirtschaft war die dominierende Landnutzung, private und öffentlicher Wälder bedeckten rund 97 % des Einzugsgebietes. Die restlichen drei Prozent der Landfläche verteilten sich auf Ackerbau, Weidewirtschaft und Siedlungsflächen.

## Name
Der Fluss erhielt seinen Namen, weil der Pionier James Mace 1853 in dem Fluss seine Pistole verlor.

## Fauna und Flora
Im Pistol River leben Populationen von Königslachs, Silberlachs, Regenbogenforelle und Cutthroatforelle. Der Fluss verläuft weitgehend durch Waldgebiete, in denen die Holzfällerei das Habitat der Fische beschädigt hat. Deswegen wird daran gearbeitet, das Habitat wiederherzustellen.